# Cesare Baronio
Cesare Baronio (Sora, 30 ottobre 1538 – Roma, 30 giugno 1607) è stato uno storico, religioso e cardinale italiano.
Membro degli Oratoriani di San Filippo Neri, nel 1596 papa Clemente VIII lo innalzò alla dignità cardinalizia: il suo nome è legato alla redazione dei primi volumi degli Annales Ecclesiastici (storia del cristianesimo dalle origini al 1198) e alla revisione del Martirologio Romano. È considerato il padre della storiografia cattolica.
Tra i suoi collaboratori, si ricorda il futuro cardinale Francesco Paolucci. Il 12 gennaio 1745 papa Benedetto XIV lo ha proclamato Venerabile.

## Biografia
Unico figlio di Camillo e Porzia Febonia, apparteneva a una ricca famiglia di origini napoletane: il suo vero cognome era Barone, poi latinizzato in Baronius da cui è derivata la forma Baronio.
Studiò a Veroli, Napoli e a Roma, dove conseguì un dottorato in giurisprudenza; decise di abbracciare la vita religiosa contro la volontà dei genitori e, conosciuto Filippo Neri, entrò nella Congregazione dell'Oratorio presso la chiesa di San Girolamo della Carità a Roma.
Fu ordinato sacerdote il 27 maggio 1564; rifiutò numerosi onori ecclesiastici e commende per poter continuare a collaborare da vicino nell'Oratorio.
Dopo l'approvazione ecclesiastica definitiva del suo ordine il 15 luglio 1575, elesse a sua residenza la chiesa di Santa Maria in Vallicella, dove si dedicò alla redazione delle sue opere.
Attese alla revisione del Martirologio Romano, unificandolo e conformandolo al nuovo calendario, incarico che gli era stato affidato da papa Gregorio XIII e dal cardinale Guglielmo Sirleto e che completò nel 1583, quando ne venne pubblicata l'edizione originale col titolo Martyrologium Romanum ad novam Kalendarij rationem et Ecclesiasticae historiae veritatem restitutum; nel 1586 sempre per i tipi di Domenico Basa ne curò un'edizione ampiamente annotata, con l'epistola dedicatoria al papa Sisto V. Fino alla morte lavorò alla compilazione degli Annales Ecclesiastici, arrivando a pubblicarne il dodicesimo volume: gli Annales rappresentano una delle prime vere e proprie opere di storia ecclesiastica in campo cattolico, basata su un'attenta e critica analisi delle fonti documentarie.

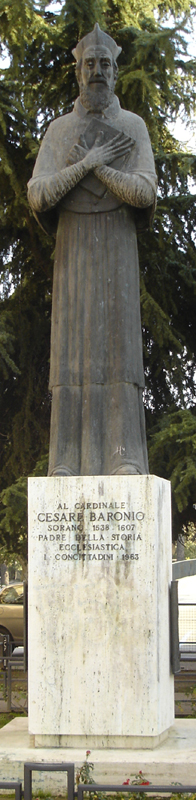
Statua a Cesare Baronio in Piazza Palestro a Sora

### Il cardinalato
Nel 1593 succedette a Filippo Neri (ritiratosi per motivi di salute) come "Superiore generale" della Congregazione dell'oratorio; fu anche scelto da papa Clemente VIII come suo confessore personale e venne nominato "Protonotario apostolico" nel 1595.
Nel concistoro del 5 giugno 1596, Clemente VIII lo creò cardinale del titolo dei Santi Nereo e Achilleo: si occupò della riconciliazione di Enrico IV di Francia (che aveva abiurato il calvinismo) con la Chiesa (contro il parere della Congregazione del Sant'Uffizio) e curò la devoluzione del ducato di Ferrara allo Stato della Chiesa; fu anche nominato Cardinale Bibliotecario di Santa Romana Chiesa ponendosi a capo della Biblioteca apostolica vaticana.
Partecipò ai conclavi del 1605 (quelli da cui uscirono eletti Leone XI e Paolo V); il suo nome, nel Primo Conclave del 1605, fu anche indicato tra quelli dei papabili, ma la sua elezione fu ostacolata dal veto di Filippo III di Spagna, perché Baronio, che era filo-francese, aveva pubblicato il Tractatus de Monarchia Siciliae, contro il dominio spagnolo sull'Italia meridionale; inoltre Baronio fin dall'inizio del Conclave aveva sostenuto il cardinale Alessandro de' Medici, eletto Papa, anche grazie al suo sostegno, con il nome di Leone XI.
Morì nel 1607 nella sua cella presso Santa Maria in Vallicella, dove venne sepolto.
Il 12 gennaio 1745 papa Benedetto XIV lo ha anche proclamato Venerabile.
Nel comune di Sora, alla fine del 1500 per sua volontà,  fu eretto il convento con annessa chiesa di Santa Maria degli Angeli, successivamente concesso ai Padri Passionisti. A suo nome, sono intitolati una piazza, il locale Istituto d'istruzione superiore, mentre presso la sede della Curia vescovile di Sora è esposto il busto in bronzo dell'artista e scultore sorano Pasquale Fosca.

## Opere
- Annales Ecclesiastici a Christo nato ad annum 1198, 12 volumi, Roma, 1588-1607;
- De Monarchia Siciliae.